# Carretera Estatal de Idaho 57
La Carretera Estatal de Idaho 57, y abreviada SH 57 (en inglés: Idaho State Highway 57) es una carretera estatal estadounidense ubicada en el estado de Idaho. La carretera inicia en el sur desde la US 2     en Priest River hacia el norte en la Victor. La carretera tiene una longitud de 59,9 km (37.230 mi).

## Mantenimiento
Al igual que las autopistas interestatales, y las rutas federales y el resto de carreteras estatales, la Carretera Estatal de Idaho 57 es administrada y mantenida por el Departamento de Transporte de Idaho por sus siglas en inglés ITD.